# Lucas Corthum
Lucas Corthum (* 29. April 1688 in Sülfeld; † 9. Januar 1765 in Hamburg) war ein deutscher Jurist, Ratsherr und Bürgermeister von Hamburg.

## Herkunft und Familie
Corthum wurde als Sohn des Archidiakons an der Hauptkirche Sankt Nikolai in Hamburg, Justus Corthum (1653–1724), in Sülfeld in Holstein geboren, wo sein Vater damals Prediger war. Seine Mutter Anna Elisabeth Lütkens (1661–1700) war eine Tochter des Hamburger Kaufmanns Lucas Lütkens.
Der Prediger an Sankt Nicolai in Altengamme, Justus Corthum (1684–1731), war sein älterer Bruder.
Am 24. Mai 1728 verheiratete Corthum sich in der Hauptkirche Sankt Nikolai mit der Kaufmannstochter Johanna Catharina Greve (1704–1766). Die Ehe blieb kinderlos.

## Leben und Wirken
In Sülfeld geboren, kam Corthum 1695 mit seinen Eltern nach Hamburg, da sein Vater Prediger an der Hauptkirche Sankt Nikolai geworden war. Er besuchte hier die Gelehrtenschule des Johanneums und ab 1702 das Akademische Gymnasium. Im Jahr 1709 ging er zum Studium der Jurisprudenz an die Universität Leipzig. Hier gehörten die Brüder Gottfried und Johann Friedrich Olearius zu seinen Lehrern. Ab 1712 besuchte er die Universität Leiden und studierte hier unter anderen bei Philipp Reinhard Vitriarius und Gerhard Noodt. Schließlich ging er an die Universität Wittenberg, an der er am 4. Oktober 1715 sein Studium mit einer Promotion bei Johannes Balthasar Wernher als Lizenziat der Rechte abschloss.
Corthum kehrte nach seinem Studium nach Hamburg zurück und ließ sich hier als Advokat nieder. Im Jahr 1721 wurde er Richter am Niedergericht und im darauffolgenden Jahr auch Vorsitzender des Niedergerichts. Am 2. Juli 1729 wurde er zum Ratsherrn gewählt. Er verwaltete als solcher mehrere Ämter. So war er Düpeherr, Prätor, Bauhofsherr als das Akademische Gymnasium im Jahr 1744 neu errichtet wurde, Zehnpfennigherr, Weddeherr, Waldherr, Mühlenherr, Landherr und Visitator des Amtes Bergedorf. Zudem führte er als Ratsherr die Aufsicht über die Stadtbefestigung, Admiralität, Kämmerei und Börse.
Am 3. August 1751 wurde er zum Bürgermeister für den verstorbenen Lucas von Spreckelsen (1691–1751) gewählt. Er verwaltete dieses Amt bis zu seinem Tod 1765. Sein Nachfolger wurde Vincent Rumpff (1701–1781).
Auf Corthums Tod wurde 1765 ein Bürgermeisterpfennig geprägt.

## Werke (Auswahl)
- De libera facultate, in eligendo vitae genere, liberis permittenda. Christian Gerdes Witwe, Wittenberg 1715 (Digitalisat bei Google Books).
- Exercitatio auspicalis de exheredatione quatenus iure civili rite facta dicitur. Wittenberg 1716 (Digitalisat bei Google Books).